# Melanie Kok
Melanie Kok (Thunder Bay, 4 de noviembre de 1983) es una deportista canadiense que compitió en remo.
Participó en los Juegos Olímpicos de Pekín 2008, obteniendo una medalla de bronce en la prueba de doble scull ligero. Ganó dos medallas en el Campeonato Mundial de Remo, en los años 2005 y 2007.

## Palmarés internacional
| Juegos Olímpicos   | Juegos Olímpicos  | Juegos Olímpicos  | Juegos Olímpicos        |
| Año                | Lugar             | Medalla           | Prueba                  |
| ------------------ | ----------------- | ----------------- | ----------------------- |
| 2008               | Pekín (China)     | Medalla de bronce | Doble scull ligero      |
| Campeonato Mundial |                   |                   |                         |
| Año                | Lugar             | Medalla           | Prueba                  |
| 2005               | Kaizu (Japón)     | Medalla de oro    | Cuatro scull ligero     |
| 2007               | Múnich (Alemania) | Medalla de bronce | Scull individual ligero |